# Shut Up
"Shut Up" är den nionde singeln från det brittiska ska/popbandet Madness. Texten skrevs av sångaren Graham McPherson, musiken av gitarristen Christopher Foreman.
"Shut Up" handlar om en brottsling som, trots klara bevis, försöker få omgivningen att tro att han är oskyldig. Orden "Shut Up" fanns med i den första versionen av texten, där det var tänkt att musiken skulle hålla på i flera minuter efter att McPherson slutat sjunga, och att han sen skulle få stopp på den genom att skrika: "-SHUT UP!". När låten spelades in, kortades den dock ner betydligt, och "Shut Up" nämns därför aldrig i texten.
Den låg på englandslistan i 10 veckor och nådde som bäst en sjunde placering.
"Shut Up" finns med på albumet 7 och på de flesta av Madness samlingsalbum.

## Låtlista

### 7" vinyl
1. "Shut Up" (Graham McPherson, Christopher Foreman) – 3:23
2. "A Town With No Name" (Christopher Foreman) – 2:48

### 12" vinyl
1. "Shut Up" (långa versionen) (McPherson, Foreman) – 3:21
2. "Never Ask Twice" (McPherson, Michael Barson) – 2:55
3. "A Town With No Name" (Foreman) – 2:48